# Gabriel Mercedes
Yulis Gabriel Mercedes Reyes (Monte Plata, 12 de noviembre de 1979) es un deportista dominicano que compitió en taekwondo.
Participó en tres Juegos Olímpicos de Verano entre los años 2004 y 2012, obteniendo una medalla de plata en la edición de Pekín 2008 en la categoría de –58 kg. En los Juegos Panamericanos consiguió tres medallas entre los años 2003 y 2011.
Ganó dos medallas en el Campeonato Mundial de Taekwondo en los años 1999 y 2011, y dos medallas en el Campeonato Panamericano de Taekwondo en los años 2004 y 2006.

## Palmarés internacional
| Juegos Olímpicos        | Juegos Olímpicos                | Juegos Olímpicos  | Juegos Olímpicos |
| Año                     | Lugar                           | Medalla           | Categoría        |
| ----------------------- | ------------------------------- | ----------------- | ---------------- |
| 2008                    | Pekín (China)                   | Medalla de plata  | –58 kg           |
| Campeonato Mundial      |                                 |                   |                  |
| Año                     | Lugar                           | Medalla           | Categoría        |
| 1999                    | Edmonton (Canadá)               | Medalla de bronce | –54 kg           |
| 2011                    | Gyeongju (Corea del Sur)        | Medalla de bronce | –58 kg           |
| Juegos Panamericanos    |                                 |                   |                  |
| Año                     | Lugar                           | Medalla           | Categoría        |
| 2003                    | Santo Domingo (Rep. Dominicana) | Medalla de bronce | –58 kg           |
| 2007                    | Río de Janeiro (Brasil)         | Medalla de oro    | –58 kg           |
| 2011                    | Guadalajara (México)            | Medalla de oro    | –58 kg           |
| Campeonato Panamericano |                                 |                   |                  |
| Año                     | Lugar                           | Medalla           | Categoría        |
| 2004                    | Santo Domingo (Rep. Dominicana) | Medalla de plata  | –58 kg           |
| 2006                    | Buenos Aires (Argentina)        | Medalla de plata  | –58 kg           |